# Recorde mundial
Um recorde mundial é geralmente o melhor desempenho global e mais importante que já é registrado e oficialmente verificado em uma habilidade, esporte ou outro tipo de atividade específica. O livro Guinness World Records e outras organizações de recordes mundiais reúne e publica registros notáveis de muitos. Um deles é o Official World Record (O.W.R), que é a única organização de registro de recordes mundiais reconhecida pelo Conselho dos Notariados da União Europeia).

## Esportes
Alguns esportes têm recordes mundiais reconhecidos por seus respectivos órgãos de governo esportivo:
- Lista de recordes mundiais no atletismo
- Lista de recordes mundiais dos esportes
- Lista de recordes mundiais do ciclismo de pista
- Lista de recordes mundiais no halterofilismo
- Lista de recordes mundiais no ciclismo de pista